# Die Pawlaks
Die Pawlaks ist eine deutsch-österreichische Fernsehserie. Sie wurde 1982 von „windrose“ Hamburg und Oase-Film Essen im Auftrag von ZDF und ORF produziert und im Februar 1982 erstmals ausgestrahlt.

## Handlung
Im Frühsommer des Jahres 1872 reist Obersteiger Bollkamp von der Zeche Morgenrot im fiktiven „Lütgenhorst“ in Westfalen nach Masuren, um mit überzogenen Versprechungen die Tagelöhner von den östlichen Feldern als Bergarbeiter in die westlichen Bergwerke zu locken. Von der Aussicht auf Reichtum und Angst vor Verfolgung getrieben, macht sich auch Karl Pawlak, dessen Familie vom Gutsbesitzer Baron von Gottberg ausgebeutet wird und den er im Affekt mit einem Kronleuchter niedergeschlagen hat, auf den Weg ins Ruhrgebiet. Doch die Masuren werden dort von streikenden Bergleuten mit Ablehnung empfangen. Vor dem Hintergrund der sozialen Kämpfe während des Deutsch-Französischen Krieges von 1870/71, nach dem im Ruhrgebiet ein wirtschaftlicher Boom und eine enorme Nachfrage nach Kohle einsetzte, wird die Geschichte von Karl Pawlak erzählt.

## Besetzung
| Rolle                  | Schauspieler        | Episoden      | Rollenbeschreibung                                       |
| ---------------------- | ------------------- | ------------- | -------------------------------------------------------- |
| Großmutter Pawlak      | Johanna Hofer       | 1             | Großmutter von Karl, verstirbt in der ersten Folge       |
| Magdalene Maria Pawlak | Katharina Tüschen   | 1, 5–12       | Mutter von Karl                                          |
| Johann Pawlak          | Hannes Kaetner      | 1             | Vater von Karl, emigriert nach Amerika                   |
| Karl                   | Dietrich Adam       | 1–12          | ältester Sohn von Johann Pawlak, Hauptperson der Serie   |
| Jeremias               | Claus Obalski       | 1, 5–7, 9, 11 | jüngerer Bruder von Karl                                 |
| Judith                 | Anemone Poland      | 1, 5–12       | jüngere Schwester von Karl                               |
| Elli                   | Gabriele Fischer    | 1, 5, 11, 12  | Karls „Braut“ in Masuren, sein Kind erwartend            |
| Baron von Gottberg     | Dieter Wagner       | 1, 5, 8–10    | Gutsbesitzer, wird von Karl niedergeschlagen             |
| Emma de Rougemont      | Marie Versini       | 1, 5, 8–11    | Lebensgefährtin des Barons                               |
| Wilhelm Bollkamp       | Gernot Duda         | 1–12          | Obersteiger der Zeche Morgenrot                          |
| Anne-Sophie Bollkamp   | Nora Barner         | 3, 8–12       | Tochter von Wilhelm Bollkamp, Freundin von Karl          |
| Traugott Rothert       | Rudolf Brand        | 2–9, 11, 12   | Koloniesteiger und Leiter des Konsums, erpresst Karl     |
| Alfons Krechting       | Wolfgang Höper      | 2–12          | Schwiegersohn des Barons von Gottberg und Zechendirektor |
| Annette Krechting      | Silvia Reize        | 2–4, 8–12     | Tochter des Barons und Ehefrau von Alfons Krechting      |
| Der alte Krechting     | Ernst von Klipstein | 2–5, 8–10     | Vater des Zechendirektors Alfons Krechting               |
| Steiger Zissmann       | Wolfgang Bathke     | 2–9, 11, 12   | wird von Ludwig Harig niedergeschlagen und ausgeraubt    |
| Ludwig Harig           | Emmerich Schäffer   | 2–5           | Hauer und Ortsältester, nimmt Karl als Kostgänger auf    |
| Rosa Harig             | Monika Schwarz      | 3–12          | Ehefrau von Ludwig Harig, Geliebte von Karl              |
| Jesuitenpater          | Gottfried Kramer    | 4, 7          | Sympathisant der Streikenden                             |

## Produktion
Anfang der 1980er Jahre entstand mit Die Pawlaks – Eine Geschichte aus dem Ruhrgebiet eine 12-teilige Serie über die Anfänge des Ruhrbergbaus, die zwischen September und Dezember 1982 im ZDF ausgestrahlt wurde. Am Dienstag, den 28. September 1982 ging ein 90-minütiger Pilotfilm auf Sendung, die weiteren 45-minütigen Folgen liefen dann jeweils Samstags um 19:30 Uhr.
Das Drehbuch zu der Serie stammte vom Schriftsteller und Filmemacher Otto Jägersberg, der zusammen mit anderen im gleichen Jahr bei „Goldmann“ einen Materialband veröffentlichte. Als Regisseur diente Wolfgang Staudte, der als einer der wichtigsten deutschen Filmregisseure der Nachkriegszeit gilt. Gedreht wurde von Februar bis Oktober 1981 an 145 Tagen. Die Szenen unter Tage wurden in einer alten Zeche in Kladno bei Prag gefilmt. Insgesamt verbrachte ein Teil des Teams fast drei Monate in der Tschechoslowakei. In Mettmann bei Düsseldorf musste der Marktplatz für die Dreharbeiten an die damalige Zeit angepasst werden.
Seit 2008 gibt es die Serie als DVD in 4 Teilen zu je 144 Minuten.

## Rezeption
Die Serie wurde von der Westdeutschen Allgemeinen Zeitung in die Liste sehenswerter Ruhrgebietsfilme aufgenommen, in der insgesamt 47 Filme gelistet sind.